# Poslanecký klub České strany sociálně demokratické
Poslanecký klub České strany sociálně demokratické pro 8. volební období Poslanecké sněmovny vznikl 27. října 2017. Předsedou klubu byl zvolen bývalý ministr pro lidská práva Jan Chvojka, místopředsedy se stali místopředseda strany Ondřej Veselý a bývalá ministryně školství Kateřina Valachová. Poslanecký klub ČSSD původně tvořilo 15 poslanců. V únoru 2020 vystoupil z ČSSD Jaroslav Foldyna, stal se nezařazeným poslancem a počet členů klubu se snížil na 14.

## Historie poslaneckého klubu
| Volební období | Počet členů klubu | Předseda klubu                                     | Předseda strany                                 |
| -------------- | ----------------- | -------------------------------------------------- | ----------------------------------------------- |
| 1993–1996      | 27                | Karel Hrdý, Zdeněk Trojan, Stanislav Gross         | Miloš Zeman                                     |
| 1996–1998      | 61                | Stanislav Gross                                    | Miloš Zeman                                     |
| 1998–2002      | 74                | Stanislav Gross, Zdeněk Škromach, Bohuslav Sobotka | Miloš Zeman, Vladimír Špidla                    |
| 2002–2006      | 70                | Milan Urban, Petr Ibl, Michal Kraus, Michal Hašek  | Vladimír Špidla, Stanislav Gross, Jiří Paroubek |
| 2006–2010      | 74                | Michal Hašek, Bohuslav Sobotka                     | Jiří Paroubek                                   |
| 2010–2013      | 56                | Bohuslav Sobotka, Jeroným Tejc                     | Jiří Paroubek, Bohuslav Sobotka                 |
| 2013–2017      | 50                | Jeroným Tejc, Roman Sklenák                        | Bohuslav Sobotka, Milan Chovanec                |
| 2017–2021      | 15/14             | Jan Chvojka                                        | Milan Chovanec, Jan Hamáček                     |

## Složení poslaneckého klubu

### Vedení poslaneckého klubu
| Funkce        | Jméno a příjmení   | Volební kraj     |
| ------------- | ------------------ | ---------------- |
| Předseda      | Jan Chvojka        | Pardubický kraj  |
| Místopředseda | Ondřej Veselý      | Jihočeský kraj   |
| Místopředseda | Kateřina Valachová | Středočeský kraj |

### Členové poslaneckého klubu v období 2017–2021
| Jméno a příjmení   | Volební kraj         |
| ------------------ | -------------------- |
| Jan Chvojka        | Pardubický kraj      |
| Ondřej Veselý      | Jihočeský kraj       |
| Kateřina Valachová | Středočeský kraj     |
| Jiří Běhounek      | Kraj Vysočina        |
| Jan Birke          | Královéhradecký kraj |
| Petr Dolínek       | Hlavní město Praha   |
| Alena Gajdůšková   | Zlínský kraj         |
| Jan Hamáček        | Středočeský kraj     |
| Tomáš Hanzel       | Moravskoslezský kraj |
| Roman Onderka      | Jihomoravský kraj    |
| Antonín Staněk     | Olomoucký kraj       |
| Lukáš Vágner       | Jihomoravský kraj    |
| Václav Votava      | Plzeňský kraj        |
| Lubomír Zaorálek   | Moravskoslezský kraj |

### Poslanci ČSSD, kteří vystoupili z klubu
| Jméno            | Volební kraj | Poznámka                                          |
| ---------------- | ------------ | ------------------------------------------------- |
| Jaroslav Foldyna | Ústecký kraj | členem klubu od 27. října 2017 do 25. února 2020. |

### Poslanci ČSSD, kteří se během volebního období vzdali mandátu
| Jméno            | Volební kraj      | Poznámka                                                   |
| ---------------- | ----------------- | ---------------------------------------------------------- |
| Bohuslav Sobotka | Jihomoravský kraj | Vzdal se mandátu 31. března 2018. Náhradník: Roman Sklenák |
| Milan Chovanec   | Plzeňský kraj     | Vzdal se mandátu 14. dubna 2019. Náhradník: Václav Votava  |
| Roman Sklenák    | Jihomoravský kraj | Vzdal se mandátu 17. září 2021. Náhradník: Lukáš Vágner    |